# Ondas do Mar de Vigo
Ondas do Mar de Vigo é uma cantiga de amigo de autoria de Martin Codax. No poema, a donzela questiona as ondas do mar, perguntando-lhes se seu amigo voltará em breve.

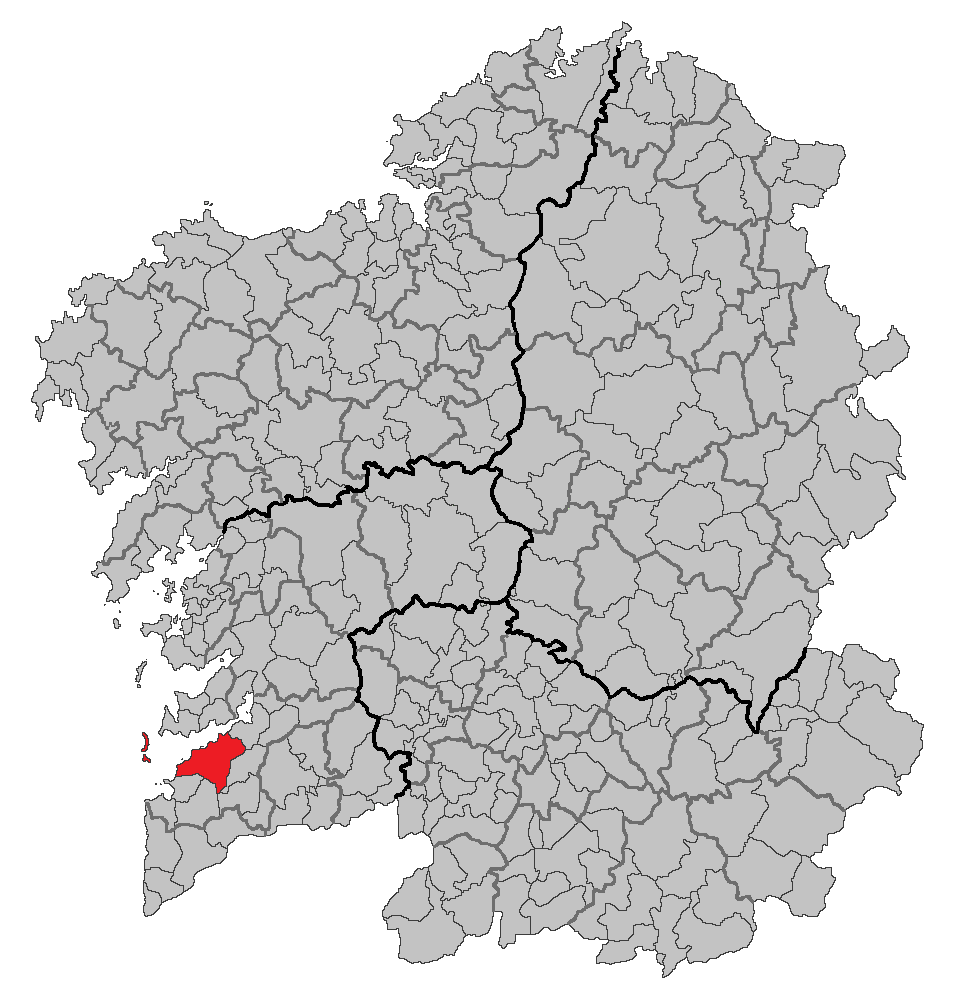
Localização da cidade de Vigo no litoral galego

## Poema original
Ondas do mar de Vigo,
se vistes meu amigo!
E ai, Deus!, se verrá cedo!
Ondas do mar levado,
se vistes meu amado!
E ai Deus!, se verrá cedo!
Se vistes meu amigo,
o por que eu sospiro!
E ai Deus!, se verrá cedo!
Se vistes meu amado,
por que hei gran cuidado!
E ai Deus!, se verrá cedo!

## Tradução
Ondas do mar de Vigo,
se vistes meu amigo?
E ai, Deus!, se virá cedo!
Ondas do mar levantado,
se vistes meu amado?
E ai Deus!, se virá cedo!
Se vistes meu amigo,
o por que eu suspiro?
E ai Deus!, se virá cedo!
Se vistes meu amado,
por qual tenho cuidado?
E ai Deus!, se virá cedo!